# WSG Swarovski Tirol
O WSG Swarovski Tirol é um clube de futebol austríaco localizado em Wattens, uma cidade no estado do Tirol, no oeste do país. O time atualmente disputa a Bundesliga, a primeira divisão do futebol austríaco.

## História
O clube foi formado em 1930 e já se chamou SC Wattens (1930–53) e SV Wattens (1953–71) até chegar ao atual WSG Wattens (1984 – presente). Seu período mais bem sucedido foi entre 1968-1971, quando competiu na Bundesliga austríaca . Entre 1971 e 1984, fundiu-se com o FC Wacker Innsbruck para formar o SSW Innsbruck (a equipe resultante desta fusão ganhou cinco vezes a Bundesliga e chegou às quartas-de-final da Copa Européia de 1977-78 ). Nesse período, o clube manteve sua identidade com equipes de base distintas. A partir de 1984, o WSG Wattens começou a jogar na Liga Regional Austríaca do Oeste e na Segunda Divisão. Em 2019 conseguiu a promoção para a Bundesliga. Após a promoção, o clube anunciou que seu nome seria alterado para WSG Swarowski Tirol.

## Estádio
O WSG Swarovski Tirol disputa seus jogos em casa no Gernot Langes Stadion, em Wattens. A capacidade do estádio é de 5500 pessoas.[carece de fontes?] A média de público da equipe na temporada 2010-2011 foi de 289. O estádio também é usado ocasionalmente para jogos internacionais, como um amistoso de 2010 entre a Arábia Saudita e a Nigéria.
Em 2013, o estádio foi renomeado para Gernot Langes em homenagem ao aniversário de 70 anos do presidente de longa data de mesmo nome.
O estádio atualmente não atende aos critérios de adequação da Bundesliga e, portanto, foi planejada a criação de um moderno estádio com capacidade para 6.000 pessoas até o verão de 2021. Durante esse período, o clube usará o Tivoli Stadium em Innsbruck.

## Conquistas
- Segunda Divisão Austríaca :
  - Campeão (1): 2018-19
- Segunda Divisão Austríaca (Oeste) :
  - Campeão (1): 1968
- Terceira Divisão Austríaca (Oeste) :
  - Campeão (4): 1989, 1995, 1999, 2003, 2016